# Габановский Маяк
Га́бановский Мая́к (карел. Huabanovu) — деревня в Олонецком национальном районе Республики Карелия. Входит в состав Мегрегского сельского поселения.

## География
Деревня находится на берегу Свирской губы Ладожского озера.

## Население
| 2002 | 2010 | 2013 |
| ---- | ---- | ---- |
| 1    | ↗2   | →2   |

## Маяк
Программа строительства маяков в южной части Ладожского озера 1903 года предусматривала обустройство маяка в этой точке берега. Помимо современного названия (Габановский), полученного по названию ближайшей деревни — Габаново или Габановская Пустынь (ныне не существующей), для маяка использовались ещё названия Табановасский или Табановасовский (так он обозначен на карте РККА). Маяк был построен между 1910 и 1912 годами. Кроме башни маяка высотой 51 м, были возведены жилое здание для смотрителя и хозяйственные постройки (ледник, баня, сарай, склад горючего). На башне маяка располагались металлическая будка для фонаря и открытая площадка для боковых огней. Оборудование для маяка: оптика и две лампы с горелками накаливания керосиновым паром — были получены из Франции в 1913 году. Во время войны маяк находился на оккупированной финнами территории. При отступлении финнов 23 июня 1944 года маяк был взорван. После войны на этом месте сначала был устроен маяк в виде деревянной башни. Впоследствии для маяка была сооружена конструкция из металлических ферм и балок. К началу XXI века (2016 год) от старого маяка оставались груды кирпичей и гранитных блоков облицовки, а также фрагменты железной будки. Сохранились (восстановлены) жилые здания и хозяйственные постройки.